# Zrazkove, Mîhailivka
Zrazkove (în ucraineană Зразкове, în germană Karlsruhe) este un sat în comuna Plodorodne din raionul Mîhailivka, regiunea Zaporijjea, Ucraina. Satul a fost locuit de germanii pontici.  

## Demografie
Componența lingvistică a localității Zrazkove
     Rusă (89,3%)
     Ucraineană (10,7%)
Conform recensământului din 2001, majoritatea populației localității Zrazkove era vorbitoare de rusă (89,3%), existând în minoritate și vorbitori de ucraineană (10,7%).